# Aglaophenia dispar
Aglaophenia dispar är en nässeldjursart som beskrevs av John Fraser 1948. Aglaophenia dispar ingår i släktet Aglaophenia och familjen Aglaopheniidae. Inga underarter finns listade i Catalogue of Life.